# Chapsa halei
Chapsa halei är en lavart som beskrevs av Mangold. Chapsa halei ingår i släktet Chapsa och familjen Graphidaceae.   Inga underarter finns listade i Catalogue of Life.